# 植松寿樹
植松 寿樹（うえまつ ひさき、1890年（明治23年）2月16日 - 1964年（昭和39年）3月26日）は、大正・昭和期の歌人。名は壽樹とも書く。歌誌『沃野』を創刊・主宰した。

## 経歴
東京市四谷区舟町（現・東京都新宿区舟町）生まれ。中学時代、電報新聞（現・毎日新聞）の窪田空穂選歌欄に投稿したのをきっかけに師事し、1905年窪田空穂主宰の十月会に入会。
1914年（大正3年）空穂の『国民文学』立ち上げに参加。1917年（大正6年）慶應義塾大学部理財科卒業、大阪の加島銀行に入社。この時期に川田順、木下利玄らと親交を深め、「五日会」を興す。
1919年に銀行を退職して、大倉商事大阪支店に入社。1921年、大倉商事を退職。朝鮮、満洲を旅行した末、1923年（大正12年）に旧制芝中学校国語科教諭に着任。新制芝中学校・高等学校となっても勤務を続け、没するまで40年以上を過ごす。生徒とともによく登山し、山岳詠を多く残した。
太平洋戦争後の1946年（昭和21年）に『国民文学』から独立して沃野社を結成、『沃野』を創刊・主宰した。1949年、半田良平賞を設定した。同会には富小路禎子、山本かね子、三枝昂之、三枝浩樹らが参加したほか、沃野賞なども主催した。没年まで同会の主宰として後進の指導にあたるほか、『万葉集』や橘曙覧に関する著書も手がけた。門人に中島耕一などがいる。
1964年、土肥温泉で心臓麻痺のため急逝。墓所は九品仏浄真寺。日本近代文学館に「植松寿樹文庫」がある。

## 著書

### 歌集
- 『光化門』（紅玉堂書店、1927年）
- 『枯山水』（砂子屋書房、1939年）
- 『稗畑』（砂子屋書房、1940年）
- 『庭燎』（砂子屋書房、1940年）
- 『渦若葉』（沃野社、1950年）
- 『白玉の木』（新星書房、1964年）
- 『植松壽樹全歌集』（新星書房、1976年）

### その他
- 『橘曙覽歌集』（紅玉堂書店、1926年）
- 『江戸秀歌』（春秋社、1959年）